# Legio XXX Ulpia Victrix
Legio XXX Ulpia Victrix (XXX Ульпіїв Переможний легіон) — римський легіон. Мав прізвисько Pia Fidelis, що отримав від імператора Септимія Севера у 197 році.

## Історія
Створений у 98 році імператором Траяном незабаром після приходу до влади. Спочатку стояв у провінції Верхня Мезія, потім перейшов до Верхньої Паннонії, де відбивав напади квадів та маркоманів під час першої війни проти даків. За це отримав найменування Германський (Germanica). Звитяжив у 105–106 роках в ході Другої війни проти Дакії. За це Траян надав назву Victrix (Переможний). У 106 році повернувся до Верхньої Паннонії — до м. Брігенціон. Окремі частини стояли у Карнунті та Віндобоні. У 114–116 роках діяв в складі армії Траяна під час війни із Парфією. Після цього повернувся до Паннонії.
У 118 році на чолі із легатом Квінтом Марцієм Турбоном завдав поразки сарматському племені язигів. У 119 році за наказом імператора Адріана легіон перебазовано до Кастри Ветери в Нижній Германії (сучасне м. Ксантен). У 120 році отаборився у м. Ульпія Новіомаг Батаворум (сучасне м. Неймеген, Нідерланди). За наказом імператора Антоніна Пія вексиляції легіону долучилися до військ для придушення повстання мавританських племен. У 161–166 роках частина легіону в складі армії під орудою імператора Луція Вера воювала з Парфією. Після цього вексилярії відзначилися у першій та другій маркоманських війнах в 166–175 та 178–180 роках. В цей час у 173 році частина легіону, що залишалася в Кастрі Ветера, билася проти германського племені хавків.
У 193 році підтримав Септимія Севера під час боротьби за трон. У 196 році бився в північній Галлії проти суперника останнього Клодія Альбіна. У 197 році брав участь в битві при Лугдуні, де Север здобув остаточну перемогу. В 197–198 роках був у поході Септимія Севера проти Парфії. За це викарбуваний на монетах цього імператора. В 207–208 роках брав участь у придушенні повстань місцевих племен у Галлії та Іспанії. У 208–211 роках вексилярії легіону були в поході Септимія проти племен піктів та каледонів.
У 232-233 роках в складі армії імператора Олександра Севера діяв проти Перської держави. У 235 році передано до провінції Нижня Германія. За наступного імператора — Максиміна Фракійця — діяв проти південних германських племен. У 240 році зазнав поразки від нападу алеманнів. У 256–258 роках на чолі із Луцієм Петронієм Тавром Волузіаном звитяжно бився проти германського племінного союзу франків. За успішні дії проти германців імператор Галлієн відзначив легіон карбуванням його імені на своїх монетах. У 260 році легіон підтимав Постума, що створив Галльську імперію. У 268 році підтримав заколотника Леліана, але через 42 дні вимушений був капітулювати в Могунтіаку (сучасне м. Майнц). На честь цього легіону карбував монети Вікторин, другий володар Галльської імперії.
Взимку 275-276 року зазнав відчутньої поразки від франків, в результаті чого знищено головний табір. Поміч від Тетрика I не надішла у зв'язку з тим, що до Галлії вдерся імператор Авреліан, який завдав поразки галльській армії на Каталаунських полях. В результаті цих подій легіон відступив від лівого берегу Рейна, який зайняли франки. Новий табір розташувався у м. Гесоріакум (сучасне м. Булонь-сюр-Мер).
Восени 286 або напочатку 287 року легіон перейшов на бік узурпатора Караузія. За це останній карбував емблему цього підрозділу на своїх монетах. 293 року легіон опинився в облозі військами Констанція I Хлора в таборі у Гесоріакумі й доволі швидко здався. У 306 році підтримав Костянтина Великого в боротьбі за владу. Вексилярії легіону брали участь у боротьбі Костянтина проти Максенція.
За правління імператора Костянтина II частина легіону була у складі армії, що діяла проти перського царя Шапура. У 352 році легіон зазнав поразки від франків. У 359 році частини легіону відновили контроль над Кастрою Ветера. Останні згадки про легіон датуються 407 роком, коли рейнські кордони було масовано атаковано германськими племенами, що рушили углиб імперії.